# آگوستین کاردوزو (بازیکن فوتبال، زاده ۱۹۹۷)
آگوستین کاردوزو (انگلیسی: Agustín Cardozo؛ زادهٔ ۳۰ مهٔ ۱۹۹۷) بازیکن فوتبال اهل آرژانتین است.
از باشگاه‌هایی که در آن بازی کرده‌است می‌توان به باشگاه فوتبال اتلتیکو تیگره اشاره کرد.